# Kovács József (hosszútávfutó)
Kovács József (beceneve: Bütyök) (Nyíregyháza, 1926. március 3. – Budapest, 1987. március 29.) olimpiai ezüstérmes magyar atléta, futó.

## Életpályája
1943-tól a Nyíregyházi Vasutas SC, 1950-től a Budapesti Bástya, illetve a Budapesti Vörös Lobogó, 1957-től az MTK (Magyar Testgyakorlók Köre) atlétája volt. Elsősorban közép- és hosszútávú síkfutásban volt eredményes. 1951-től, összesen harmincöt alkalommal szerepelt a magyar válogatottban. Három olimpián volt a magyar csapat tagja, legjobb eredménye az 1956. évi játékokon elért második helyezés. 1953-ban a Népstadionban 5000 méteren legyőzte a későbbi kétszeres olimpiai bajnok Vlagyimir Kucot, majd 1954-ben a világon elsőként sikerült legyőznie 10 000 méteren a legendás cseh hosszútávfutót, Emil Zátopeket. A római olimpia után visszavonult a válogatottságtól, majd 1962-ben befejezte az aktív sportolást. 
Visszavonulása után az MTK edzője lett. Pályafutása elismeréseként 1984-ben megkapta a Magyar Atlétikáért díszplakett arany fokozatát. Emlékére a magyar bajnokság 10 000 méteres futamát Kovács József Emlékverseny néven rendezik meg.

## Sporteredményei
- olimpiai 2. helyezett
  - 1956, Melbourne: 10 000 m (28:52,4)
- olimpiai résztvevő:
  - 1952, Helsinki: 5000 m (helyezetlen)
  - 1960, Róma: 10 000 m (29:42,2, 15. helyezés)
- Európa-bajnoki 2. helyezett:
  - 1954, Bern: 10 000 m (29:25,8)
- tizenegyszeres magyar bajnok:
  - 5000 m: 1951, 1954, 1959
  - 10 000 m: 1952, 1953, 1954, 1955
  - mezei futás: 1954, 1957, 1958, 1959
- kilencszeres magyar csúcstartó
- legjobb egyéni eredményei:
  - 3000 m: 8:16,8 (1953)
  - 5000 m: 14:01,2 (1953)
  - 10 000 m: 28:52,4 (1956)

## Díjai, elismerései
- A Magyar Népköztársaság Érdemes Sportolója (1954)[3]